# Giovanni Pietro da Cemmo

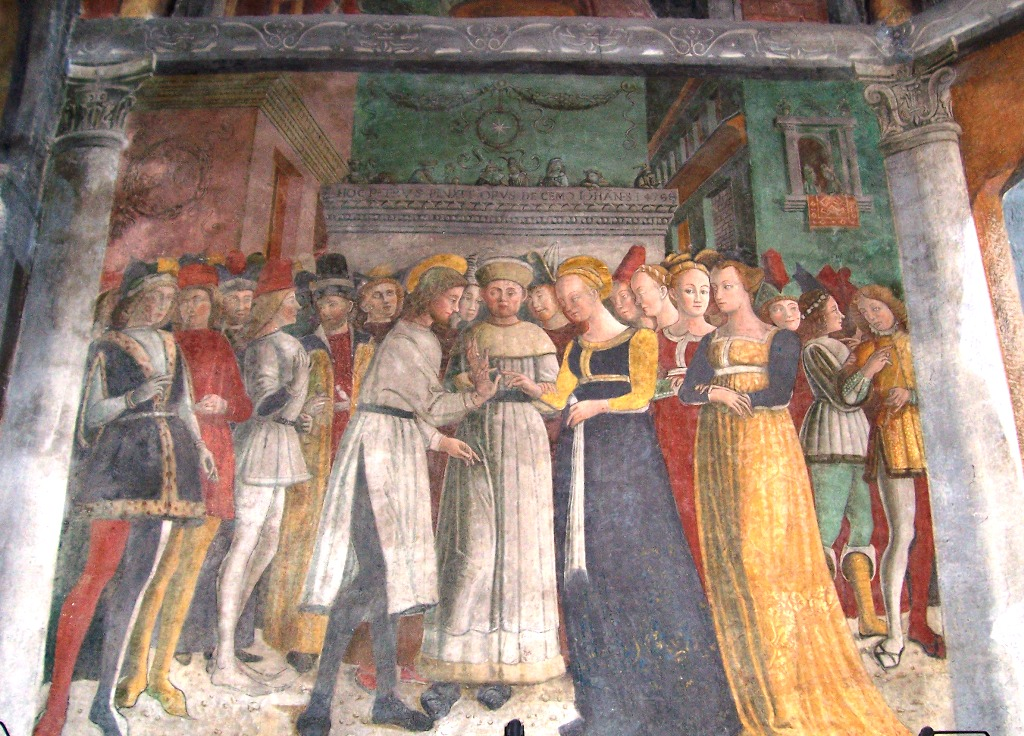
Sposalizio di Maria nella Chiesa dell'Annunciata di Piancogno, opera firmata da Giovanni Pietro Da Cemmo

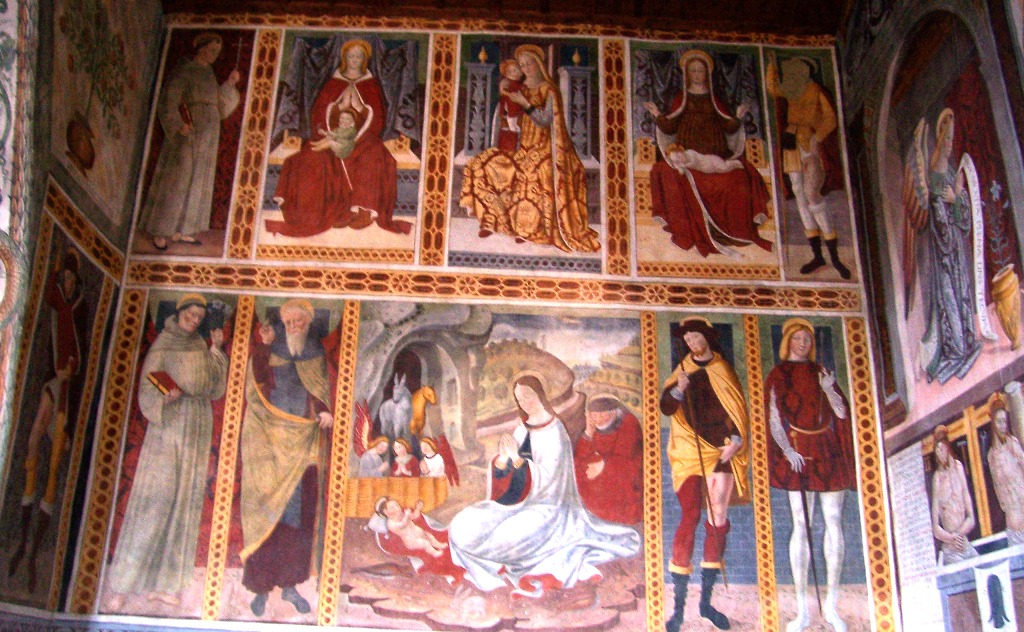
Composizione di affreschi nella Chiesa di Santa Maria Assunta a Esine attribuiti a Giovanni Pietro Da Cemmo

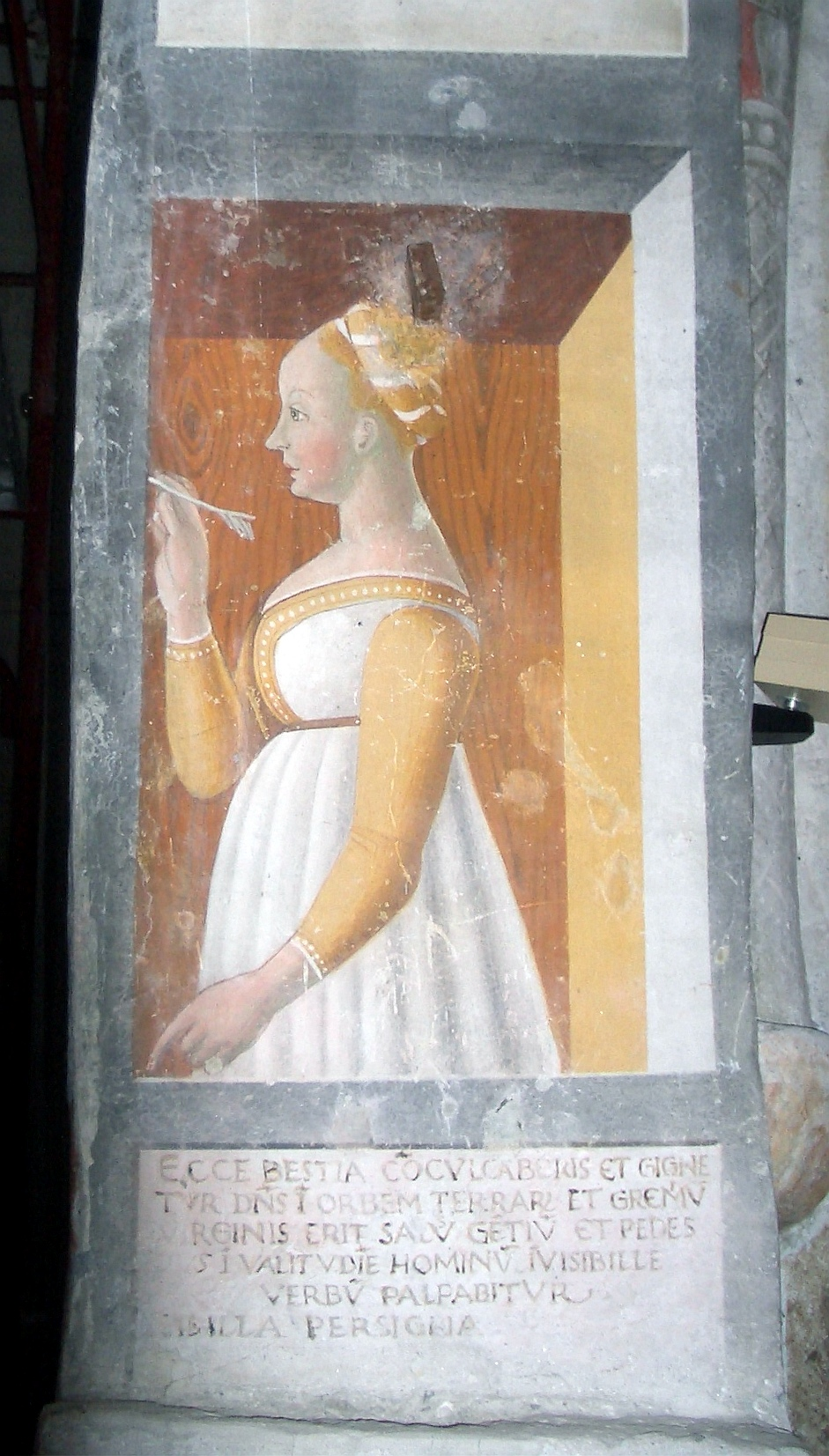
Sibilla Persica nella Chiesa di San Rocco a Bagolino attribuita a Giovanni Pietro Da Cemmo

Giovanni Pietro da Cemmo (Cemmo ?, 1456 (?) – † entro 1533) è stato un pittore italiano.

## Biografia
Le notizie sulla vita dell'artista sono assai poche: si conosce con certezza che fu attivo tra il 1474 e l'inizio del secolo successivo in una vasta area comprendente la bresciana, il cremasco ed il cremonese. 
I primi lavori accertati sono quelli effettuati a partire dal 1474-75 nella chiesa di Santa Maria Annunciata del convento amadeita di Borno (oggi Piancogno) in Valcamonica, dove è leggibile l'iscrizione HOC PETRVS PINXIT OPVS DE CEMO IOHANNES 1475. La decifrazione di un'iscrizione criptica presente nella medesima chiesa sembrerebbe indicare nel 1456 la sua data di nascita.
Negli anni successivi (1483-84, fino al 1486) Giovan Pietro affiancò il padre magister Pasoto a Bagolino, nella decorazione della chiesa di San Rocco. Diverse attribuzioni lo danno poi attivo a Esine (1491-93), Pisogne (1486-90 o 1493), Bienno (1490-94), Brescia (1490), Cremona (1498-1504), Berzo Inferiore (1504), Crema (1507). Altre opere di stile similare sono genericamente attribuite ad una sua bottega. Morì prima del 1533, anno in cui è ricordato il figlio Giacomo del fu magistri Petri pictoris de Cemo.
Nel suo stile si contraddistingue, almeno fino al 1486, una impronta goticheggiante di stampo lombardo-veneto, mentre nel periodo successivo si rintraccia una influenza di Vincenzo Foppa e del Bramante.

## Cronologia delle opere
Opere firmate:
- 1474-75, il coro della chiesa dell'Annunciata di Piancogno, Val Camonica[4]
- 1483-86, presbiterio della chiesa di San Rocco a Bagolino, Val Sabbia.[5].

Opere attribuite:
- 1486-90, alcuni gli attribuiscono affreschi nella chiesa di Santa Maria in Silvis a Pisogne, Val Camonica.[5]
- 1490, affreschi della libreria del convento di San Barnaba a Brescia.[5]
- 1491-93, affreschi nella chiesa di Santa Maria Assunta ad Esine, Val Camonica.[6]
- 1490-94, affreschi nella chiesa di Santa Maria Annunciata ad Bienno, e probabilmente anche nella chiesa della Santissima Trinità a Esine Val Camonica.[6]
- 1498-1504, convento di Sant'Agostino a Cremona.[3]
- 1504, cicli della cappella dei santi Fabiano, Rocco e Sebastiano   chiesa di San Lorenzo a Berzo Inferiore.
- 1507, refettorio del convento di Sant'Agostino a Crema.[7]
- A lui sono anche attribuiti gli affreschi della chiesa di San Giovanni Battista nel rione di Chiuso a Lecco.[senza fonte]